# Blauflügelente

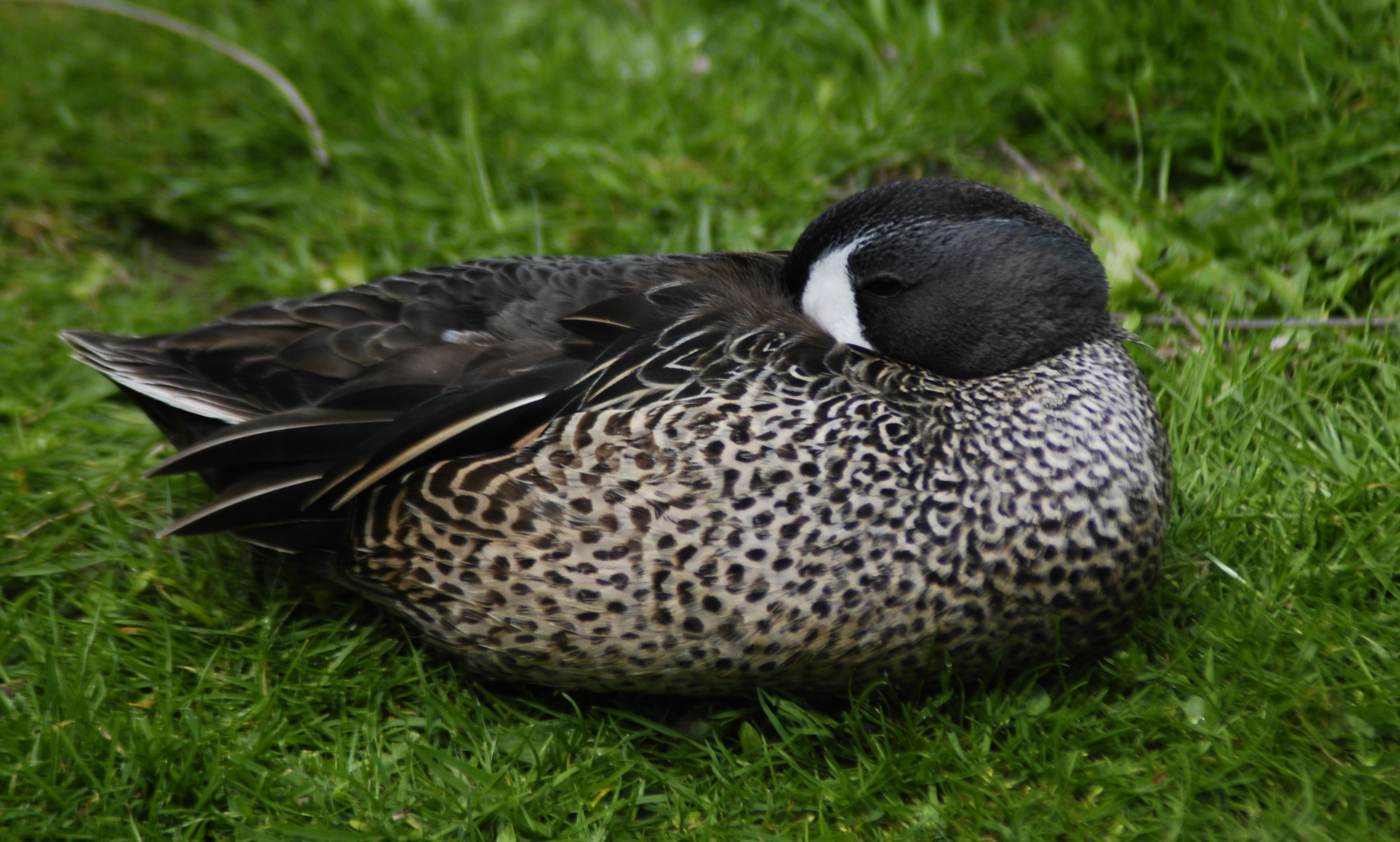
Ruhende Blauflügelente

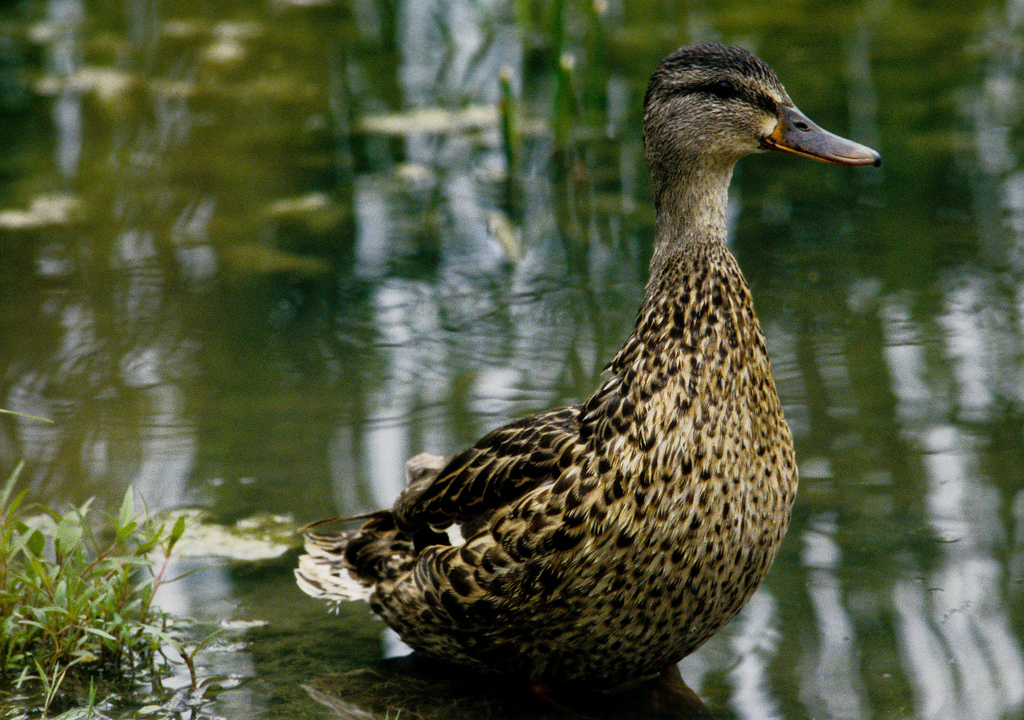
Weibchen der Blauflügelente

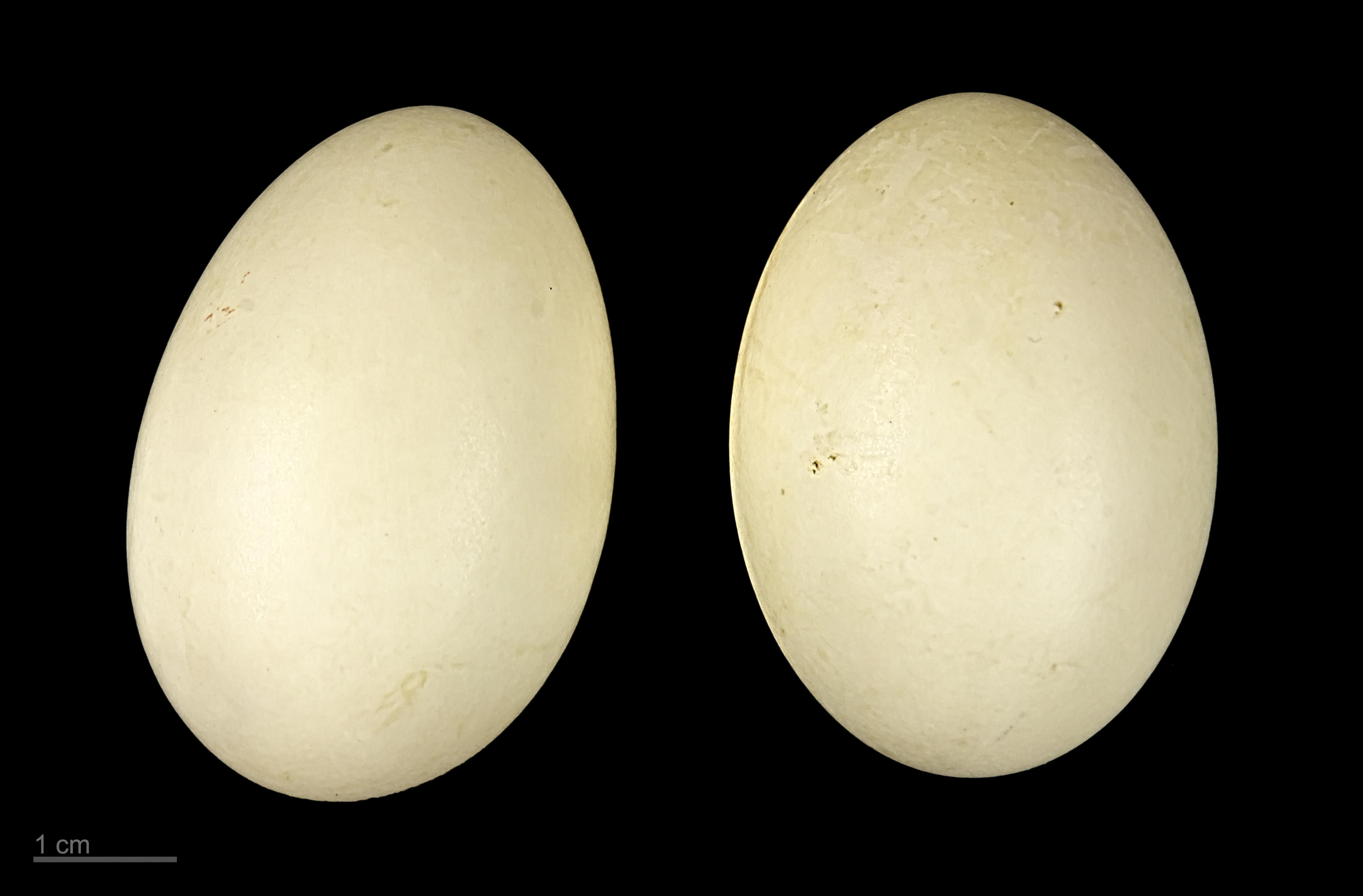
Eier der Blauflügelente

Die Blauflügelente (Spatula discors, Syn.: Anas discors) ist eine kleine, in Nordamerika beheimatete Entenart. Sie ist das Pendant zur in der Alten Welt vorkommenden Knäkente (Spatula querquedula), die wie diese seichte Gewässer mit üppiger Vegetation bevorzugt. Die Bestände sind zwar auf Grund der Umwandlung eines Teils ihrer Lebensräume in landwirtschaftlich genutzte Flächen zurückgegangen, die Art kommt jedoch immer noch sehr häufig vor. Der Bestand wird auf etwa fünf Millionen Individuen geschätzt.
In Europa werden insbesondere im Atlantikbereich nahezu alljährlich Irrgäste festgestellt. Die Zunahme an Beobachtungen in den letzten Jahrzehnten gehen zum Teil allerdings auch auf Gefangenschaftsflüchtlinge zurück. 1986 wurden in Dänemark auch erstmals brütende Blauflügelenten beobachtet.

## Kennzeichen
Blauflügelenten sind verhältnismäßig kleine Enten. Ihre Körperlänge beträgt zwischen 37 und 41,5 Zentimeter. Männchen wiegen zwischen 318 und 544 Gramm. Weibchen sind etwas leichter und wiegen ausgewachsen zwischen 227 und 500 Gramm mit einem Durchschnittsgewicht von 377 Gramm.
Das erwachsene Männchen hat einen gräulich-blauen Kopf mit einer weißen, halbmondförmigen Gesichtszeichnung. Der Körper ist graubraun und besitzt am Hinterende einen weißen Fleck. Brust und Bauch sind dunkel getupft. Der Schwanz der Ente ist schwarz. Das Weibchen ist unscheinbar braun gesprenkelt. Beide Geschlechter besitzen einen blauen Flügelspiegel, der für die Art namensgebend war. Die Füße sind gelb. Im Ruhekleid ähnelt das Männchen dem Weibchen, allerdings sind die Kopfseiten etwas matter gefärbt.
Am ehesten sind die Weibchen dieser Art mit anderen Kleinenten wie Knäkenten oder Krickenten zu verwechseln, die gelben Füße sind aber ein sicheres Unterscheidungsmerkmal. Im Flug ist die charakteristische Kopfzeichnung beim Männchen das sicherste Unterscheidungsmerkmal von anderen Enten. Weibchen können dagegen im Flug nicht eindeutig identifiziert werden. Blauflügelenten fliegen häufig in dichten Schwärmen. Auffällig ist der häufige Richtungswechsel.

## Verbreitungsgebiet
Das Brutgebiet der Blauflügelente erstreckt sich über große Teile der gemäßigten und kalten Klimazone Nordamerikas. Es erreicht im Norden Alaska und erstreckt sich in östlicher Richtung bis zur Mündung des Sankt-Lorenz-Stroms. Im Süden reicht es vom Norden Nevadas über Texas und Louisiana bis an die Küste von Kalifornien. Der Verbreitungsschwerpunkt liegt in der Prairie Pothole Region Südkanadas und dem Norden der Vereinigten Staaten.
Die Überwinterungsgebiete der Blauflügelente reichen von Niederkalifornien und Mexiko über Mittelamerika bis nach Kolumbien und Venezuela. Überwinterungsnachweise liegen auch aus Chile, Argentinien und Uruguay vor. Ein geringer Teil der Population überwintert auch im Süden der Vereinigten Staaten. Dazu gehört das Küstengebiet von Texas, Louisiana, Florida und South Carolina sowie in weit geringerem Maße auch Arkansas, Mississippi, Alabama, Georgia, North Carolina, Missouri, Tennessee, Oklahoma und New Mexico. Blauflügelenten sind damit ausgeprägte Zugvögel, bei denen sich Brut- und Überwinterungsgebiet nahezu nicht überlappen. Gelegentlich werden auch Irrgäste auf Kuba, den Bahamas, Haiti und Puerto Rico gesichtet. Auf ihren Zügen gelangen vereinzelte Exemplare bis nach Europa und Nordafrika. Der Zug in die Überwinterungsgebiete erfolgt in Schwärmen und verläuft sehr schnell. Blauflügelenten kehren bereits im Januar in ihre Brutgebiete zurück. Die Rückzugsbewegung erfolgt langsam und ist erst im April abgeschlossen.

## Lebensweise
Die Blauflügelente ist eine sehr gesellige Ente, die vom frühen Herbst bis zum Rückzug in die Brutgebiete in Schwärmen beobachtet werden kann. Sie vergesellschaftet sich auch mit anderen Enten wie etwa der Dunkelente, der Zimtente oder der Spießente.
Ähnlich wie die Knäkente sucht die Blauflügelente ihre Nahrung in seichten Gewässern. Sie gründelt dabei nur selten. Pflanzliche Nahrung macht den größten Teil ihrer Nahrungsaufnahme aus. Sie frisst außerdem Weichtiere und Krustentiere.
Brutgebiet sind Sumpfgebiete und Teiche in Nordamerika. Blauflügelenten kehren in der Regel bereits verpaart in die Brutgebiete zurück. Sie sind saisonal monogam und verpaaren sich in den Überwinterungsgebieten mit neuen Partnern. Die Fortpflanzungszeit beginnt sehr spät. Der Nestbau beginnt frühesten gegen Ende April und endet Mitte Juli. Die meisten Nester werden um Mitte Mai errichtet. Das Nest besteht lediglich aus einer kleinen Bodendelle, die mit Gras und Daunen ausgepolstert wird. Es findet sich nicht mehr als 400 Meter von der Uferlinie entfernt. Die Eiablage erfolgt mit einem Abstand von etwa einem Tag. Ein Gelege besteht in der Regel aus neun bis dreizehn gelbbraunen Eier. Es brütet allein das Weibchen. Brutbeginn ist mit Abschluss der Eiablage. Die Männchen halten sich anfangs in der Nähe des Nests auf. Sie verlassen das Brutrevier jedoch noch vor dem Schlupf der Dunenküken und suchen die Mauserreviere auf. Die Küken sind nach etwa 42 Tagen flügge.

## Systematik
Die monotypische Blauflügelente ist eng verwandt mit der Zimtente, mit der gelegentlich eine Hybridisation vorkommt. Die Brutareale überlappen sich jedoch sehr großräumig, so dass die beiden Arten keine Superspezies miteinander bilden.

## Belege